# Oligopsoni
L'oligopsoni, de les paraules gregues oligo (poc) i psonio (compra), és una situació que sorgeix en el mercat on no existeixen diversos compradors, sinó un nombre petit en els quals es diposita el control i el poder sobre els preus si les quantitats d'un producte en el mercat. Per tant, els beneficis es concentrarien en els compradors (en la majoria dels casos en els intermediaris), però no en els productors, els quals veuen empitjorar la seva situació en no rebre un preu raonable per als productes que elaboren.
Els exemples d'oligopsonis són més freqüents que els de monopsoni pur. Un exemple poden ser els fabricants d'automòbils en un país com Japó. Per als fabricants de cadires per a automòbils només existeix un nombre reduït de compradors, que són les poques empreses assembladors d'automòbils japoneses, els quals, per tant, podran controlar les quantitats i preus de les cadires per a automòbils, ja que són els únics compradors en el país d'aquest producte.

## Oligopsoni
L'oligopsoni és un mercat dominat per un nombre reduït de compradors és per tant la situació paral·lela a l'oligopoli, situació del mercat dominada per un nombre reduït de venedors. 	
Encara que es podria analitzar el concepte d'oligopsoni per a qualsevol tipus de mercat, per la mateixa naturalesa de la seva definició serà més interessant analitzar-ho quan es tracti d'un determinat mercat on un petit grup d'agent o empreses controlen tota la compra d'un factor o producte. Dues estructures també relacionades amb els mercats de compra són el monopsoni o la competència monopsònica (competència que apareix dins un mercat on hi ha petits compradors de característiques similars però no idèntiques).
Es parla d'oligopsoni per fer referència a un mercat on un petit nombre de compradors dominen la completa demanda d'un bé. És senzill trobar oligopsonis a tota mena de mercats de qualsevol tipus de bé, servei de recursos, de productes bàsics. Això no obstant, en principi aquesta estructura de mercat acostuma a fer-se més present i a tenir un funcionament més eficient per a l'intercanvi de serveis de factors.
L'estructura d'aquesta forma de mercat sempre ha estat confusa i menys estudiada que la de l'oligopoli. Malgrat tot l'oligopsoni també és molt present a l'economia real i en podem trobar bastants exemples. De fet, en general totes aquelles empreses que treballen com un oligopoli en un mercat de producció acostumen a funcionar com a oligopsoni en un mercat d'insums. La majoria de les característiques dels oligopolis i de les anàlisis estàndard que es realitzen sobre ells es poden aplicar també als oligopsonis. Moltes empreses que són venedores funcionen com a oligopoli on elles i poques més dominen l'oferta, també compren tot allò que necessiten per produir dins d'un oligopsoni, on elles i poques més acaparen tota la demanda.
Gran part de les anàlisis estàndard que s'aplica a oligopoli també s'aplica a oligopsoni. No és inusual per a un grup d'empreses en una indústria que els venedors oligopoli de la seva producció i compradors oligopsoni dels insums. Quan un petit nombre d'empreses relativament grans dominen un sector, que tendeix a dominar la majoria de les facetes de la indústria. Quan un petit nombre d'empreses relativament grans dominen una indústria, acostumen a dominar totes les facetes d'aquella indústria
La principal raó que pot justificar el perquè es parla tan poc del terme oligopsoni és perquè el concepte d'oligopoli ja es fa servir per designar l'àmplia gamma d'activitats de venda i també de compra. Per exemple, si unes poques empreses dominen el mercat d'ordinadors com a venedores d'un oligopoli, llavors molt probablement també dominaran el mercat de compradors dels components dels ordinadors, ja que per produir aquests ordinadors han de comprar els inputs que calen, dominant d'aquesta manera l'oferta i la demanda d'aquesta indústria. Si unes poques empreses del mercat dominen la venda de gasolina, acostumarà a ser conseqüència indirecta que només elles compren el petroli, formant així un oligopsoni.

## Característiques principals de l'oligopsoni
Les tres característiques més importants d'oligopsoni són: 
Una indústria dominada per un petit nombre de grans compradors.
- Un mercat oligopsoni està dominat per un petit nombre de grans compradors, cada un d'ells és relativament gran en comparació amb la grandària total del mercat. Això genera un control del mercat substancial, en la mesura de control del mercat en funció del nombre i grandària dels compradors.
- El venedor té molt poques alternatives als seus productes, es tracta de productes amb pocs o inexistents béns substitutius. Un oligopsoni sorgeix perquè els venedors tenen poques alternatives disponibles per als productes que venen. Per als compradors de vegades hi ha alternatives però tendeixen a ser molt menys desitjables degut a la seva qualitat inferior o mala reputació.
- La indústria té importants barreres d'entrada. Les empreses en un mercat oligopsoni assoleixen i mantenen el control del mercat a través de barreres d'entrada. Les barreres més comunes a l'entrada inclouen les patents, propietat dels recursos, les franquícies del govern, el cost de posada en marxa, el reconeixement de marca, i la disminució de la mitjana de costos. Cadascuna d'aquestes fan que sigui extremadament difícil, sinó impossible, que els competidors potencials puguin arribar a entrar al mercat i exercir competència.

## Comportament de l'Oligopsoni
El comportament de l'oligopsoni es basa principalment en la interdependència, la no-competitivitat dels preus, la rigidesa de preus, les col·lusions i les fusions.
- Interdependència: En l'oligopsoni cada comprador vigila des de ben a prop les activitats dels altres compradors del mercat. Les decisions preses per un comprador afecten les decisions dels altres compradors, fan variar les seves expectatives i estratègies i alhora es veuen afectades per les decisions preses per la competència. Es pot comparar la competència de l'oligopsoni amb la competència a les lligues de futbol, on l'èxit d'un equip no depèn només de les seves jugades, sinó de les jugades de l'equip contrari i de la resta d'equips de la lliga en la qual juga. En un oligopsoni aquesta competència és entre pocs compradors.
- No competitivitat de preus: Els compradors utilitzen mètodes de competició aliens als canvis de preus perquè no guanyen res apujant-los. Normalment, els compradors en aquest tipus de mercats, competeixen millorant les condicions de treball, amb fringe benefits (beneficis “alternatius”) i altres serveis aliens al salari com a assegurances, serveis d'oci, etc.
- Rigidesa de preus: Normalment, la majoria d'oligopsonis tendeixen a mantenir els preus que paguen força constants. Els compradors que participen en els oligopsonis prefereixen competir d'altres maneres que no impliquin canviar els preus. Això és degut al fet que una pujada de preus els forçaria a apujar els seus preus en el moment de la venda, fet que els faria perdre competitivitat, veure reduïts els seus beneficis i quedar relegats del mercat. (Recordar que s'ha dit que les empreses que funcionen com a oligopsoni quasi sempre són també posteriorment un oligopoli venent els seus productes). S'acostuma a preferir una estabilitat de preus i guanyar competitivitat d'altres maneres. Això no obstant, si una empresa decideix variar els seus preus, les competidores es veuran obligades a reaccionar si no volen quedar totalment relegades del mercat.
- Col·lusió: Un altre mètode de cooperació que habitualment utilitzen els compradors en l'oligopsoni són els acords secrets per establir els preus, les adquisicions o altres factors del mercat. Quan els compradors duen a terme aquesta estratègia es comporten com si fossin un sol comprador, és a dir com un monopsoni.
- Fusions: Els compradors en l'oligopsoni, analitzen si és millor la competició o la cooperació. Sovint els compradors cooperen a través de fusions. Com que en els mercats d'oligopsoni hi ha pocs compradors, aquests tenen elevats incentius per fusionar-se, per tal d'incrementar el seu control sobre el mercat i poden augmentar els seus beneficis.

## Altres estructures de mercat relacionades
L'oligopsoni és una de les quatre estructures de mercat que necessiten analitzar el mercat de factors pel seu funcionament. Les altres tres modalitats de mercat en les quals és necessari analitzar el mercat de factors són la competència perfecte, el monopsoni, i la competència monopsònica.
- Competència perfecta: consisteix en un gran nombre de petits competidors, compradors i venedors, que no tenen poder en el mercat. Aquest tipus de mercat és una estructura idealitzada que ens serveix per avaluar l'eficiència d'altres estructures de mercat.
- Monopsoni: només hi ha un comprador que té el màxim poder de mercat des del costat de la demanda, funciona igual que un monopoli des de l'oferta.
- Competència monopsònica: consisteix en l'existència d'un gran nombre de competidors petits amb un cert grau de control sobre el mercat., s'acosta a la competència perfecte. És la part de la demanda que correspon a l'oferta en la competència monopolística.